# Minor Hill
Minor Hill é uma cidade localizada no estado norte-americano de Tennessee, no Condado de Giles.

## Demografia
Segundo o censo norte-americano de 2000, a sua população era de 437 habitantes.
Em 2006, foi estimada uma população de 451, um aumento de 14 (3.2%).

## Geografia
De acordo com o United States Census Bureau tem uma área de
4,1 km², dos quais 4,1 km² cobertos por terra e 0,0 km² cobertos por água.

## Localidades na vizinhança
O diagrama seguinte representa as localidades num raio de 24 km ao redor de Minor Hill.